# ديكن (حديبو)

تعديل مصدري - تعديل

ديكن إحدى قرى مديرية حديبو التابعة لمحافظة سقطرى، بلغ تعداد سكانها 34 نسمة حسب تعداد اليمن لعام 2004.